# Felip d'Antioquia
Felip d'Antioquia o Felip d'Armènia (vers 1209-1225) fou rei consort del Regne Armeni de Cilícia. Era el fill segon de Bohemon IV d'Antioquia i de Plasència de Gibelet. Isabel d'Armènia Menor fou proclamada reina amb uns set o vuit anys el 1219, i llavors es va concertar l'enllaç amb el príncep d'Antioquia. Una de les condicions posades a l'enllaç pels nakharark armenis era que Felip hauria de viure a la manera armènia, i que adoptaria la fe i la comunió dels armenis i respectaria els privilegis de tots els nacionals armenis. El 1223 o 1224 l'enllaç es va formalitzar (Isabel tenia uns dotze anys i el seu marit uns quinze).
Una vegada Felip va pujar al tron (vers 1224), portat per la seva joventut i inexperiència, no es va adaptar als costums armenis i no es va estar de tractar els armenis com un poble inferior i va mirar de substituir els càrrecs armenis per altres de la seva cort. No va passar un any quan els nakharark, encapçalats pel més poderós de tots, Constantí de Barbaron, van donar un cop d'estat.
Felip fou capturat. Isabel, que n'estava molt enamorada, el va intentar defensar amb el seu cos, i només va cedir per la violència desfermada. Mentrestant són pare Bohemon negociava la seva alliberació, Felip va morir a la préso a la fortalesa de Partzerpert a l'aleshores Armènia menor, sens dubte enverinat el 1225 i Constantí va assolir la regència. Bohemon va planejar una operació de venjança, però no va reeixir perquè els seus aliats aiúbids van girar cap al bàndol armenià.